# Auld Alliance Day
 (décembre 2018).
 (décembre 2018).
Le Auld Alliance Day, Scottish Day (ou encore le jour de l'anniversaire de la vieille alliance entre la France et l'Écosse) remonte à la signature du traité la vieille alliance le 23 octobre 1295 à Paris entre le roi de France Philippe le Bel et le roi des Écossais Jean Baliol. Cependant, la date de ratification par le Parlement écossais qui officialise son application entre les deux nations est le 23 février 1296, avec comme principe que si l’une des parties subissait une attaque de l’Angleterre, l’autre envahirait le territoire de cette dernière et également la possibilité d'accorder la nationalité française à un Écossais et la nationalité écossaise à un Français exilé sous certaines conditions pour les deux cas.
Cette fête, dont on peut trouver l'origine en France en 1995, puis en 2018, ne doit pas être confondue avec la fête de Saint-André, qui est la fête nationale de l'Écosse depuis 2006, et qui se déroule dès lors chaque année le 30 novembre.

## Origine
Son origine est liée à la première édition en rugby du Trophée Auld Alliance entre l'Écosse et la France dans le cadre du tournoi des Six nations et remonte à 2017 (pour le rugby amateur Trophée Eric Milroy Black Watch) et 2018 (pour le rugby professionnel). D'une certaine manière, ce trophée a réactivé la « Vieille Alliance ». Dans un contexte lié au Brexit, désignant la sortie du Royaume-Uni de l'Union européenne, mais avec la négociation d'accords divers et particuliers. Le 23 juin 2016, lors d'un référendum organisé par l'ancien Premier ministre David Cameron, 51,9 % des Britanniques ont choisi de quitter l’UE et c'est la Première ministre Theresa May qui mène les négociations pour son pays.
En Écosse, une forte proportion de la population, bien que non majoritaire, se prononce, lors d'un premier référendum sur l'indépendance le 18 septembre 2014, en faveur de l'indépendance. Cependant, ne réunissant que 44,7 %, aucun processus politique n'est entamé.
Toutefois, lors du référendum sur le retrait britannique de l'Union européenne, les Écossais votent en majorité pour le maintien dans l'Union européenne. C'est dans ce cadre de négociations liées au Brexit que la possibilité d'organiser un nouveau référendum, du fait d'un changement critique de situation, réapparaît.
C'est dans ce contexte que, le 23 février 2019, le « Auld Alliance Day », « Scottish Day » ou « anniversaire de la Vieille Alliance » est lancé avec comme support médiatique le match de rugby opposant la France à l'Écosse au stade de France. Le 23 février de chaque année est donc en principe le Auld Alliance Day. Toutefois, la date des matches du tournoi des six nations entre la France et l'Écosse peut varier entre février et mars selon les choix des organisateurs ; par conséquent, la date du Auld Alliance Day sera donc adaptée en fonction de la date du match qui se déroule chaque année entre ces deux nations.[réf. nécessaire]